# Dead Island (franquia)
Dead Island é uma franquia de jogos eletrônicos de tiro em primeira pessoa de survival horror e sobrevivência, com alguns elementos de RPG, desenvolvida inicialmente pela Techland e publicada pela Deep Silver para várias plataformas. Há quatro parcelas da série principal com a última lançada em 21 de abril de 2023. Dead Island é centrado no desafio de sobreviver a uma ilha de mundo aberto infestada de zumbis com grande ênfase no combate corpo a corpo.
Primeiro jogo Dead Island foi originalmente anunciado na E3 2006, mas foi adiado para 2011. Foi lançado inicialmente em 6 de setembro na América do Norte, 9 de setembro nas regiões PAL e 20 de outubro no Japão. Uma expansão autônoma, Dead Island: Riptide, foi lançada em 2013, enquanto uma sequência, Dead Island 2, foi lançada em 2023.
Um spin-off, Escape Dead Island, foi lançado em 2014. Um jogo MOBA baseado na série Dead Island chamado Dead Island: Epidemic foi cancelado durante a fase beta aberta em 2015. O título gratuito estava disponível no Steam Early Access desde maio de 2014, mas eventualmente nunca foi lançado completamente e foi completamente encerrado.

## Jogos eletrônicos
| Título | Detalhes |
| --- | --- |
| Dead Island Data de lançamento original: - AN: 6 de setembro de 2011 - PAL: 9 de setembro de 2011 - JP: 20 de outubro de 2011                             | Anos de lançamento por sistema: 2011 – PlayStation 3, Xbox 360, Windows, MacOS X, Linux |
| Dead Island Data de lançamento original: - AN: 6 de setembro de 2011 - PAL: 9 de setembro de 2011 - JP: 20 de outubro de 2011                             | Notas: - Um jogo de Tiro em primeira pessoa, RPG de ação e survival horror - Primeiro jogo da série, desenvolvido pela Techland e publicado pela Deep Silver - Utiliza o Chrome Engine interno da Techland |
| Dead Island: Riptide Data de lançamento original: - AN: 23 de abril de 2013 - AU: 23 de abril de 2013 - EU: 26 de abril de 2013 - JP: 11 de julho de 2013 | Anos de lançamento por sistema: 2013 – PlayStation 3, Xbox 360, Windows |
| Dead Island: Riptide Data de lançamento original: - AN: 23 de abril de 2013 - AU: 23 de abril de 2013 - EU: 26 de abril de 2013 - JP: 11 de julho de 2013 | Notas: - Último jogo da série desenvolvido pelo criador do IP Techland. - Atua como uma expansão autônoma do original Dead Island |
| Escape Dead Island Data de lançamento original: - AN: 18 de novembro de 2014 - EU: 21 de novembro de 2014 - AU: 28 de novembro de 2014                    | Anos de lançamento por sistema: 2014 – PlayStation 3, Xbox 360, Windows |
| Escape Dead Island Data de lançamento original: - AN: 18 de novembro de 2014 - EU: 21 de novembro de 2014 - AU: 28 de novembro de 2014                    | Notas: - Um jogo de aventura em terceira pessoa com estilo de arte Cel shading - Atua como um spin-off da série. - Utiliza o bitSquid Engine. - Situado entre Dead Island e Dead Island 2 - Desenvolvido pela Fatshark e publicado pela Deep Silver. |
| Dead Island: Epidemic Data de lançamento original: 8 de dezembro de 2014                                                                                  | Anos de lançamento por sistema: 2014 – Windows |
| Dead Island: Epidemic Data de lançamento original: 8 de dezembro de 2014                                                                                  | Notas: - Um jogo (MOBA) Multiplayer Online Battle Arena - Atua como um spin-off da série - Desenvolvido pela Stunlock Studios e publicado pela Deep Silver - Encerrado em setembro de 2015 |
| Dead Island: Definitive Edition Data de lançamento original: 31 de maio de 2016                                                                           | Anos de lançamento por sistema: 2016 – PlayStation 4, Xbox One, Windows |
| Dead Island: Definitive Edition Data de lançamento original: 31 de maio de 2016                                                                           | Notas: - Uma remasterização em alta definição de Dead Island e Dead Island: Riptide - Inclui também Dead Island: Retro Revenge, um jogo bônus de rolagem lateral desenvolvido pela Empty Clip Studios em colaboração com a Platform e a Powerhouse Animation Studios. |
| Dead Island Survivors Data de lançamento original: 4 de julho de 2018                                                                                     | Anos de lançamento por sistema: 4 de julho de 2018 – Android, iOS |
| Dead Island Survivors Data de lançamento original: 4 de julho de 2018                                                                                     | Notas: - O jogo foi encerrado em julho de 2020. |
| Dead Island 2 Data de lançamento original: 21 de abril de 2023                                                                                            | Anos de lançamento por sistema: 2023 – PlayStation 4, Xbox One, Windows, PlayStation 5, Xbox Series X/S |
| Dead Island 2 Data de lançamento original: 21 de abril de 2023                                                                                            | Notas: - Um de jogo Tiro em primeira pessoa e RPG de ação - Primeiro jogo da série a ser lançado nos consoles de oitava geração e nona geração - Atua como a segunda entrada principal da série. - Anteriormente desenvolvido pela Yager Development e Sumo Digital, as tarefas de desenvolvimento foram posteriormente transferidas para a Dambuster Studios - Utilizando o Unreal Engine 4. |

### Jogos publicados
A série de jogos inclui os seguintes jogos:
Dead Island (2011)
O primeiro jogo da série foi anunciado na Electronic Entertainment Expo de 2006, mas adiado até 2011. A desenvolvedora Techland, lançou o jogo, Dead Island em 2011 para Microsoft Windows, MacOS X, Linux, PlayStation 3 e Xbox 360. O trailer de anúncio cinematográfico do jogo, foi recebido com controvérsia sobre sua representação de uma criança morta. No entanto, a recepção foi positiva. 
Dead Island: Riptide (2013)
Em 2013, foi lançada a sequência do jogo, Dead Island: Riptide para Microsoft Windows, Playstation 3 e Xbox 360. Riptide serve como uma continuação da história de Dead Island de 2011. Dead Island: Riptide recebeu uma recepção mista dos críticos, que citaram que o jogo não corrigiu nenhum dos problemas de seu antecessor, nem adicionou nada de novo à jogabilidade. 
Escape Dead Island (2014)
Em 2014, foi lançado para Microsoft Windows, Playstation 3 e Xbox 360, o jogo é o segundo spinoff da série intitulada Escape Dead Island. Escape Dead Island é um jogo de mistério de sobrevivência que segue a história de Cliff Calo, que zarpa para documentar os eventos inexplicáveis que dizem ter acontecido em Banoi.
Dead Island Definitive Edition (2016)
Uma versão remasterizada do jogo, intitulada Dead Island Definitive Edition, foi lançada para Microsoft Windows, PlayStation 4 e Xbox One em 31 de maio de 2016, com uma versão Linux em 3 de junho de 2016. A versão remasterizada também foi incluída como parte da Dead Island Definitive Collection junto com Dead Island Riptide: Definitive Edition.
Dead Island 2 (2023)
Foi anunciado em 2014, Dead Island 2, uma sequência que foi adiada diversas vezes. A sequência do jogo está sendo desenvolvida por Yager. Em agosto de 2022, foi relatado que o jogo seria lançado em fevereiro de 2023. O desenvolvimento do jogo foi transferido para Deep Silver Dambuster Studios. O jogo foi lançado em abril de 2023 para Microsoft Windows, PlayStation 4, PlayStation 5, Xbox One e Xbox Series X/S.

### Outros jogos
Dead Island: Epidemic
Dead Island: Epidemic é um jogo estilo MOBA lançado para o Windows, cujo jogo foi encerrado em setembro de 2015.
Dead Island Survivors
Dead Island: Survivors é um jogo de RPG de ação e sobrevivência com Zumbis, disponível para Android e iOS, mas foi encerrado em julho de 2020.

## Mídia relacionada

### História em quadrinhos
Uma versão em quadrinhos de uma edição da série foi lançada pela Marvel Comics. Começa com Roger Howard, um jornalista investigativo, enquanto ele investiga a exploração ilegal dos recursos da Ilha Banoi. Ele apareceu no jogo como uma voz, deixando para trás gravações em fita.
A história começa assim que Roger Howard chega. Ele explica por que está no Royal Palms Resort e então começa a mirar em Kenneth Ballard, o gerente do Royal Palms. Depois de obter acesso ao seu escritório, Roger encontra arquivos detalhados sobre Xian Mei, Purna, Logan Carter e Sam B. Depois de examinar os arquivos, Roger ouve uma batida na porta. Antes de abri-la, ele tenta explicar que estava procurando o banheiro. Infelizmente, depois de abrir a porta, ele fica cara a cara com um zumbi. A história termina de repente, com o destino de Roger desconhecido. No videogame, vários registros de áudio de Roger são encontrados, com ele lentamente ficando louco por estar infectado. Quando os sobreviventes chegam à prisão, eles encontram seu último registro de áudio, o que implica que um guarda da prisão o matou uma vez que foi infectado, com a gravação encontrada ao lado (presumivelmente) do cadáver de Roger.
Os registros de áudio detalham sua jornada. Revelando que ele e um grupo de sobreviventes tentaram escapar para a selva, mas bateram. O motorista e Roger foram atacados por um orangotango infectado, com o motorista morrendo e Roger escapando. Roger chega à prisão e afirma que está fazendo este registro para que os cientistas vejam os sintomas completos da infecção, mas começa a ter alucinações sobre seu filho.

### Filme
Em 27 de setembro de 2011, a Lionsgate anunciou que adquiriu os direitos para desenvolver um filme baseado no trailer de anúncio do jogo . Como seu retrato de uma família lutando desesperadamente por suas vidas forneceu inspiração artística. O estúdio foi relatado para se juntar à Occupant Entertainment (Producer Co.) e Deep Silver (Gaming Co.) com as filmagens programadas para começar em 2015. Em 2022, nenhuma atualização oficial foi dada.

### Romance
Um romance baseado nos eventos do primeiro jogo, escrito por Mark Morris, foi lançado simultaneamente com Dead Island em 2011.